# AIDA (sonda espacial)
Asteroid Impact and Deflection Assessment (AIDA) es una sonda espacial propuesta de analizar los efectos cinéticos de la colisión a un asteroide para desviarlo de su órbita.
Estaría compuesto por dos naves espaciales: Asteroid Impact Mission (AIM), que orbitaría el asteroide, y Double Asteroid Redirection Test (DART), que impactaría su superficie. Contemplaría el cambio de los parámetros orbitales del asteroide, la observación de la cola, el cráter del impacto y los restos al recién destruirse el bólido.
Con la contribución de la NASA y ESA AIDA está planificada como la primera demostración para desviar un asteroide de su órbita. En 2016 empieza la fase conceptual con un lanzamiento propuesto para AIM en octubre de 2020 y para DART en julio de 2021. El impacto de DART sería en octubre de 2022 durante un acercamiento a la Tierra.
AIM fue cancelado por la ESA en 2016; su contraparte estadounidense DART, empero, continuó.  ESA aprobó una versión simplificada y de posterior arribo, llamada Hera, en 2019.

## El asteroide
En julio de 2015, la NASA anunció planes para redirigir un pequeño asteroide como parte del proyecto DART en 2022, el asteroide Didymos B.
La misión de DART también se propone para hacer una observación del asteroide (3361) Orpheus durante su trayectoria a (65803) Didymos que tiene 800mts. de diámetro.